# Acción Republicana Austriaca en México
Die Acción Republicana Austriaca en México (Österreichische republikanische Aktion in Mexiko, abgk. ARAM) war eine Vereinigung im mexikanischen Exil lebender und vor dem Nationalsozialismus geflüchteter Österreicher und Altösterreicher, die für die Wiedererrichtung eines unabhängigen Österreichs eintrat. Sie wurde ursprünglich von sozialdemokratischen Exilanten gegründet, konnte jedoch später auch österreichische Kommunisten und Bürgerliche vereinigen. Lediglich von besonders in den benachbarten USA aktiven monarchistischen Kreisen um Otto Habsburg grenzte man sich ab. Das Sprachrohr der Organisation nach außen war die in spanischer und deutscher Sprache herausgegebene Zeitschrift Austria Libre.

## Entwicklung
Schon 1938 kamen die ersten österreichischen politischen Flüchtlinge nach Mexiko, zuerst Spanienkämpfer, Sozialisten und Kommunisten, dann auch bürgerliche ehemalige Anhänger des Ständestaates. Nach dem Ausbruch des Zweiten Weltkrieges kamen weitere Personen dazu, die zuerst in der Tschechoslowakei und in Frankreich Unterschlupf gefunden hatten und dann meist auf abenteuerlichen Wegen zuerst in die USA und wegen der restriktiven Asylpolitik dort weiter nach Mexiko kamen, darunter viele Intellektuelle, Schriftsteller und jüdische Österreicher. Zuerst waren diese streng in politische Lager aufgesplittert, und erst die immer schlimmer werdenden Nachrichten aus Europa ließen die unterschiedlichen Gruppen näher aneinanderrücken. Am 3. Dezember 1941 folgte dann die Gründung einer republikanischen antifaschistischen österreichischen Bewegung der Exil-Österreicher in Mexiko, die sich Acción Republicana Austria en México nannte. Gründungsmitglieder waren die Sozialdemokraten Minna und Rudolf (Rodolfo) Neuhaus, Arthur Bonihardy, sowie Resi Mandl, Hans Zagler, Mauricio Luft, Mela Ballin, Otto Hahn und die Kommunisten Bruno Frei, Leo Katz und Josef Foscht. Die Kommunisten im mexikanischen Exil schlossen sich dieser Gruppe an, da sie sich von den deutschnationalen Aussagen des lokalen Leiters der Exil-KPD, Paul Merker, immer mehr distanzierte.
Die beiden Kommunisten Bruno Frei und Leo Katz waren es auch, die das Sprachrohr der Organisation, die Zeitschrift Austria Libre leiteten, das zuerst 1941 nur auf Spanisch, später dann zweisprachig auf Spanisch und Deutsch bis 1946 erschien. Dabei war es auch Ziel dieser Zeitschrift die mexikanische Öffentlichkeit über das „wahre Österreich“ zu informieren, besonders Journalisten, Politiker und die mexikanische Gewerkschaftsbewegung. Neben der gedruckten Ausgabe wurde im mexikanischen Radio auch ein Mal wöchentlich die Sendung „La Voz de Austria“ ausgestrahlt. Als Mexiko im Mai 1942 auf Seiten der Alliierten in den Krieg eintrat, konnte auch die ARAM verstärkt öffentlich auftreten. So marschierte zwischen 1942 und 1945 stets eine Delegations mit der rot-weiß-roten Fahne bei den Aufmärschen zum Ersten Mai mit. 1943 legte Rodolfo Neuhaus den Vorsitz zurück, den daraufhin Ing. Franz Schallmoser übernahm.
Der Staat Mexiko tolerierte, bzw. unterstützte die Ziele der ARAM. Schon unter der linksgerichteten Regierung Lázaro Cárdenas und dessen Außenminister Eduardo Hay hatte sich Mexiko gegen den Anschluss Österreichs ausgesprochen. Ab Mai 1942 trat Mexiko auch in den Krieg gegen das Deutsche Reich ein und unterstützte somit auch die von den Alliierten 1943 in der Moskauer Deklaration formulierte Forderung zur Wiederherstellung eines souveränen Staates Österreichs.

## Geteilte Loyalitäten
Die unterschiedlichen österreichischen Emigrantengruppen in Mexiko fühlten sich gemäß ihrem ethnischen, religiösen und politischen Hintergrund meist verschiedenen Strömungen gleichzeitig verpflichtet. Man lehnte zwar die Herrschaft der Nationalsozialisten über Österreich ab, doch solidarisierte man sich doch mit der deutschen Kulturnation. Dies inkludierte sogar Kommunisten und Juden, die sich erst durch die immer schlimmer werdenden Nachrichten über die Gräuel des Nationalsozialismus aus Europa von Deutschland distanzierten. So arbeiteten die meisten Mitglieder des ARAM auch in anderen Organisationen mit, wie der Bewegung Freies Deutschland und deren Zeitschrift Alemania Libre, dem Heinrich-Heine-Club, dem daraus hervorgegangenen Exilverlag El libro libre und der schon seit 1938 existierenden Liga pro Cultura Alemana, oder bei jiddischen Publikationen wie der in Mexiko erscheinenden Zeitschrift Frai Welt.
Daneben gab es im Lande eingesessen deutsch- bzw. österreichischstämmige Mexikaner, die schon lange in Mexiko lebten und tendenziell deutschnationalistisch eingestellt waren. Letztere sammelten sich ab Kriegsbeginn in nationalsozialistischen Organisation wie der NSDAP-Fraktion in Mexiko, die jedoch ab dem Kriegseintritts Mexikos verboten wurde.
Zahlreiche Exil-Österreicher jüdischer Abstammung sympathisierten hingegen mit der Idee des Zionismus, etwa den in Mexiko existierenden Organisationen Hatikwah und Menorah, nicht zuletzt weil aus Europa immer mehr Informationen über den Holocaust kamen, an dem auch zahlreiche Österreicher beteiligt waren. Auch wurde das zuvor idealisierte Bild der Sowjetunion immer dunkler und so blieb für jüdische Österreicher ein Staat Israel in Palästina oft nur die einzige logische Alternative.

## Auflösung
Nach Ende des Zweiten Weltkrieges löste sich die österreichische Emigranten-Community in Mexiko und damit die ARAM schnell auf. Ein Teil ging zurück nach Österreich, die jüdischen Mitglieder zog es meist nach Israel, den Teil der nach wie vor moskautreuen Kommunisten in die sowjetische Besatzungszone Deutschlands, die spätere DDR. Sympathisanten der Nationalsozialisten hingegen zogen es vor in Mexiko, bzw. anderen Ländern Lateinamerikas zu bleiben.